# جد برنتيس
جد برنتيس (بالإنجليزية: Jed Prentice)‏ هو راكب الكنو أمريكي، ولد في 1968.